# Spartaco Dini

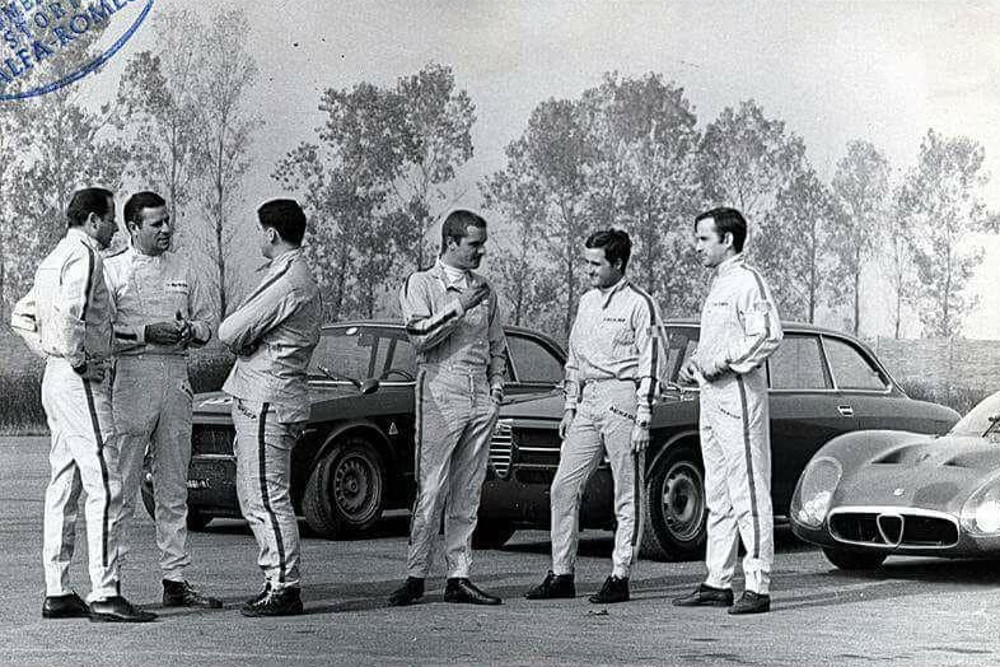
Die Autodelta-Werksfahrer 1967. Von Links: Roberto Bussinello, Teodoro Zeccoli, Enrico Pinto, Spartaco Dini, Ignazio Giunti und Nanni Galli

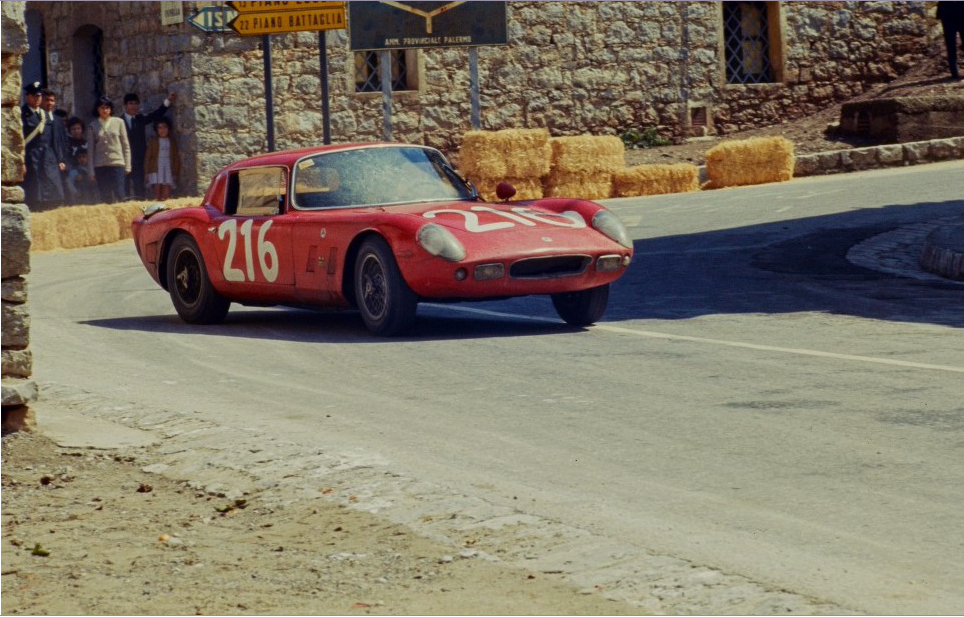
Der ASA 411 von Giuseppe Dalla Torre und Spartaco Dini bei der Targa Florio 1966

Spartaco Dini (* 25. August 1943 in Greve; † 16. Januar 2019) war ein italienischer Autorennfahrer.

## Karriere
Spartaco Dini begann seine Motorsport-Karriere in den frühen 1960er-Jahren als Fahrer in italienischen Monoposto-Nachwuchsformeln. Er fuhr in der Formel 3 und in der Formel 2 und war als Werksfahrer von De Tomaso Anfang der 1970er-Jahre auch in der Formel-2-Europameisterschaft aktiv. 
Seine größten Erfolge erzielte er jedoch als Touren- und Sportwagenfahrer. 1969 gewann er die Gesamtwertung der Division II der Tourenwagen-Europameisterschaft auf einem Werks-Alfa Romeo 1600 GTA. Auf einem weiteren Werkswagen des Mailänder Unternehmens, einem Tipo 33, wurde er 1968 Fünfter in der Gesamtwertung der 24 Stunden von Le Mans. 1966 hatte er bei diesem Langstreckenrennen sein Debüt gegeben. Nach fast zehn Jahren Abwesenheit vom internationalen Motorsport kehrte er Ende der 1970er-Jahre zurück und ging noch vier weitere Male in Le Mans an den Start. Außerdem bestritt er wieder regelmäßig Sportwagenrennen.
Am 26. Juni 1970 hatte Dini – möglicherweise bei einer illegalen Testfahrt – auf dem etwa 66 km langen Circuito stradale del Mugello, der zu diesem Zeitpunkt nicht für Renn- oder Testbetrieb gesperrt war, einen schweren Unfall. Im Dorf Ospedaletto di Firenzuola verlor er in einer Linkskurve die Kontrolle über seinen Alfa Romeo GTAm 1750 und fuhr in eine Gruppe Fußgänger. Dabei kam ein 7 Monate altes Baby ums Leben und vier weitere Personen wurden schwer verletzt. Dini und seine 19-jährige Freundin, die sich mit ihm im Wagen befand, blieben unverletzt. Nach dem Unfall wurde er verhaftet und vor Gericht gestellt. Dini verbrachte zwei Monate im Gefängnis in Florenz. Danach verließ er Italien in Richtung Niederlande, wo er bei seinem Teamkollegen und Freund Toine Hezemans wohnte. Wenig später zog er nach Spanien, erwarb eine spanische Rennlizenz und bestritt 6 Monate nach dem Unfall unter dem Pseudonym „Paco“ wieder Rennen.

## Statistik

### Le-Mans-Ergebnisse
| Jahr | Team                           | Fahrzeug          | Teamkollege         | Teamkollege        | Platzierung            | Ausfallgrund     |
| ---- | ------------------------------ | ----------------- | ------------------- | ------------------ | ---------------------- | ---------------- |
| 1966 | ASA                            | ASA RB613         | Ignazio Giunti      |                    | Ausfall                | Kupplungsschaden |
| 1968 | Autodelta SpA                  | Alfa Romeo TT33/2 | Carlo Facetti       |                    | Rang 5                 |                  |
| 1977 | Luigi Racing                   | BMW 3.0 CSL       | Jean Xhenceval      | Pierre Dieudonné   | Rang 8 und Klassensieg |                  |
| 1978 | Pozzi-Thompson JMS Racing      | Ferrari 512 BB    | Jean-Claude Andruet |                    | Ausfall                | Motorschaden     |
| 1979 | Charles Pozzi                  | Ferrari 512 BB    | Jean-Claude Andruet |                    | Ausfall                | Motorschaden     |
| 1980 | Scuderia Supercar Bellcantauto | Ferrari 512 BB LM | Fabrizio Violati    | Maurizio Micangeli | Ausfall                | Unfall           |

### Einzelergebnisse in der Sportwagen-Weltmeisterschaft
| Saison | Team                                   | Rennwagen                        | 1   | 2   | 3   | 4   | 5   | 6   | 7   | 8   | 9   | 10  | 11  | 12  | 13  | 14  | 15  | 16  | 17  | 18  | 19  | 20  |
| ------ | -------------------------------------- | -------------------------------- | --- | --- | --- | --- | --- | --- | --- | --- | --- | --- | --- | --- | --- | --- | --- | --- | --- | --- | --- | --- |
| 1964   |                                        | Alfa Romeo Giulia                | DAY | SEB | TAR | MON | SPA | CON | NÜR | ROS | LEM | REI | FRE | CCE | RTT | SIM | NÜR | MON | TDF | BRI | BRI | PAR |
| 1964   |                                        | Alfa Romeo Giulia                |     |     | 215 |     |     |     |     |     |     |     |     |     |     |     |     |     |     |     |     |     |
| 1965   | Piero Conte                            | Alfa Romeo Giulia Ford Cortina   | DAY | SEB | BOL | MON | MON | RTT | TAR | SPA | NÜR | MUG | ROS | LEM | REI | BOZ | FRE | CCE | OVI | NÜR | BRI | BRI |
| 1965   | Piero Conte                            | Alfa Romeo Giulia Ford Cortina   |     |     |     |     |     |     |     |     |     | 13  |     |     |     | 16  |     |     |     |     |     |     |
| 1966   | ASA Autodelta                          | ASA 411 ASA RB613 Alfa Romeo GTA | DAY | SEB | MON | TAR | SPA | NÜR | LEM | MUG | CCE | HOK | SIM | NÜR | ZEL |     |     |     |     |     |     |     |
| 1966   | ASA Autodelta                          | ASA 411 ASA RB613 Alfa Romeo GTA |     |     |     | DNF |     |     | DNF | DNF |     |     |     |     |     |     |     |     |     |     |     |     |
| 1967   | Autodelta                              | Alfa Romeo T33                   | DAY | SEB | MON | SPA | TAR | NÜR | LEM | HOK | MUG | BRH | CCE | ZEL | OVI | NÜR |     |     |     |     |     |     |
| 1967   | Autodelta                              | Alfa Romeo T33                   |     |     |     |     |     | DNF |     |     |     |     |     |     |     |     |     |     |     |     |     |     |
| 1968   | Autodelta                              | Alfa Romeo GTA Alfa Romeo T33    | DAY | SEB | BRH | MON | TAR | NÜR | SPA | WAT | ZEL | LEM |     |     |     |     |     |     |     |     |     |     |
| 1968   | Autodelta                              | Alfa Romeo GTA Alfa Romeo T33    | DNF |     |     |     |     |     |     |     |     | 5   |     |     |     |     |     |     |     |     |     |     |
| 1969   | SCAR Autostrada                        | Alfa Romeo T33                   | DAY | SEB | BRH | MON | TAR | SPA | NÜR | LEM | WAT | ZEL |     |     |     |     |     |     |     |     |     |     |
| 1969   | SCAR Autostrada                        | Alfa Romeo T33                   | DNF |     |     |     |     |     |     |     |     |     |     |     |     |     |     |     |     |     |     |     |
| 1970   | SCAR Autostrada                        | Alfa Romeo T33                   | DAY | SEB | BRH | MON | TAR | SPA | NÜR | LEM | WAT | ZEL |     |     |     |     |     |     |     |     |     |     |
| 1970   | SCAR Autostrada                        | Alfa Romeo T33                   | DNF |     |     |     |     |     |     |     |     |     |     |     |     |     |     |     |     |     |     |     |
| 1971   | Riccardone                             | Abarth 2000 S                    | BUA | DAY | SEB | BRH | MON | SPA | TAR | NÜR | LEM | ZEL | WAT |     |     |     |     |     |     |     |     |     |
| 1971   | Riccardone                             | Abarth 2000 S                    |     | DNF |     |     |     |     |     |     |     |     |     |     |     |     |     |     |     |     |     |     |
| 1972   | Abarth-Osella                          | Abarth 2000SP                    | BUA | DAY | SEB | BRH | MON | SPA | TAR | NÜR | LEM | ZEL | WAT |     |     |     |     |     |     |     |     |     |
| 1972   | Abarth-Osella                          | Abarth 2000SP                    | DNF |     |     |     |     |     |     |     |     |     |     |     |     |     |     |     |     |     |     |     |
| 1977   | Autodelta                              | Alfa Romeo T33                   | DAY | MUG | DIJ | MON | SIL | NÜR | VAL | PER | WAT | EST | LEC | MOS | IMO | SAL | BRH | HOK | VAL |     |     |     |
| 1977   | Autodelta                              | Alfa Romeo T33                   |     |     |     |     |     |     |     | DNF |     | 3   |     |     |     | 3   |     |     |     |     |     |     |
| 1978   | Charles Pozzi                          | Ferrari 512 BB                   | DAY | SEB | MUG | TAL | DIJ | SIL | NÜR | LEM | MIS | DAY | WAT | VAL | ROD |     |     |     |     |     |     |     |
| 1978   | Charles Pozzi                          | Ferrari 512 BB                   |     |     |     |     | DNF |     |     |     |     |     |     |     |     |     |     |     |     |     |     |     |
| 1979   | JMS Racing Classics Auto Francorchamps | Ferrari 512 BB BMW 530i          | DAY | SEB | MUG | TAL | DIJ | RIV | SIL | NÜR | LEM | PER | DAY | WAT | SPA | BRH | ROA | VAL | ELS |     |     |     |
| 1979   | JMS Racing Classics Auto Francorchamps | Ferrari 512 BB BMW 530i          | 53  |     |     |     |     |     |     |     | DNF |     |     |     | 13  |     |     |     |     |     |     |     |
| 1980   | Scuderia Supercar Bellancauto          | Ferrari 512 BB                   | DAY | BRH | SEB | MUG | MON | RIV | SIL | NÜR | LEM | DAY | WAT | SPA | MOS | ROA | VAL | DIJ |     |     |     |     |
| 1980   | Scuderia Supercar Bellancauto          | Ferrari 512 BB                   |     |     |     |     | DNF |     |     |     | DNF |     |     |     |     |     |     |     |     |     |     |     |
| 1981   | Scuderia Supercar Bellancauto          | Ferrari 512 BB                   | DAY | SEB | MUG | MON | RIV | SIL | NÜR | LEM | PER | DAY | WAT | SPA | MOS | ROA | BRH |     |     |     |     |     |
| 1981   | Scuderia Supercar Bellancauto          | Ferrari 512 BB                   | 15  |     |     |     |     |     |     |     |     |     |     |     |     |     |     |     |     |     |     |     |